# 小行星6593
小行星6593是一颗围绕太阳公转的小行星。1986年10月28日，茲丹卡·瓦弗洛娃在克萊季发现了此天体。
这颗小行星的绝对星等为60.16247995630238等。